# Georges Thormann
Georg Ulrich Philipp Thormann (* 16. März 1912; † 16. Februar 2000) war ein Schweizer Architekt, Frontist und Präsident der Burgergemeinde Bern.

## Leben
Georges Thormann wurde geboren als Sohn von Philipp Thormann, Professor für Strafrecht und Rektor der Universität Bern. Er studierte Architektur an der ETH Zürich und schloss mit dem Diplom ab.
Während des Studiums wurde Thormann im April 1935 Gauführer Bern der Nationalen Front. Seine frontistischen Aktivitäten führten zu Einträgen ins städtische Polizeiregister. 1937 beschmierten Mitglieder der Nationalen Front in Bern Strassen, Trottoirs und Hausfassaden mit kommunistischen Parolen, um vor der «Gefahr eines langsamen Abgleitens in die Volksfrontrepublik» (Thormann) zu warnen. In der Nacht vom 6. auf den 7. Mai 1937 führte die Nationale Front Bern eine weitere sogenannte «Malaktion» durch. Dieses Mal wurde die Berner Synagoge mit den Worten «Juda vereke» (später wurde ein c eingesetzt) und einem Hakenkreuz verschmiert. Ob Thormann bis zur Auflösung der Nationalen Front im März 1940 Mitglied blieb, ist unklar.
Mit seiner Architektengemeinschaft erstellte er die Überbauung Murifeld, die an der Expo 64 ausgezeichnet wurde. Er war massgeblich an der Renovation des Burgerheims, der Stadt- und Universitätsbibliothek, des Burgerspitals und des Casinos beteiligt.
Thormann gehörte ab 1946 verschiedenen Gremien der Burgergemeinde Bern an. Von 1956 und 1972 war er Präsident der Gesellschaft zu Pfistern. 1968 wurde Thormann mit sehr hoher Stimmenzahl zum Präsidenten der Burgergemeinde gewählt, ohne dass seine frontistische Vergangenheit thematisiert wurde. Von 1969 bis 1984 präsidierte er die Burgergemeinde. Er führte 1970 das «Osterbott», eine jährliche Versammlung der Funktionsträger der Burgergemeinde und ihr verbundener Personen, und 1971 die «burgerliche Medaille», mit der zurückgetretene Behördenmitglieder für ihre ehrenamtliche Tätigkeit und weitere Persönlichkeiten für Verdienste um das kulturelle und wissenschaftliche Leben von Bern ausgezeichnet werden, ein.
Sein Nachlass in der Burgerbibliothek Bern „umfasst ausschiesslich [sic] eine nach Jahren geordnete Dokumentation [zu seiner Amtszeit] als Burgergemeindepräsident“.